# Мвумба (комуна)
Мвумба  — одна з комун провінції Нгозі, на півночі Бурунді. Центр — однойменне містечко Мвумба.